# Sergei Pawlowitsch Kalinin
Sergei Pawlowitsch Kalinin (russisch Сергей Павлович Калинин; englische Transkription: Sergei Pavlovich Kalinin; * 17. März 1991 in Omsk, Russische SFSR) ist ein russischer Eishockeyspieler, der seit Juli 2020 beim HK Traktor Tscheljabinsk in der Kontinentalen Hockey-Liga (KHL) unter Vertrag steht und dort auf der Position des rechten Flügelstürmers spielt.

## Karriere

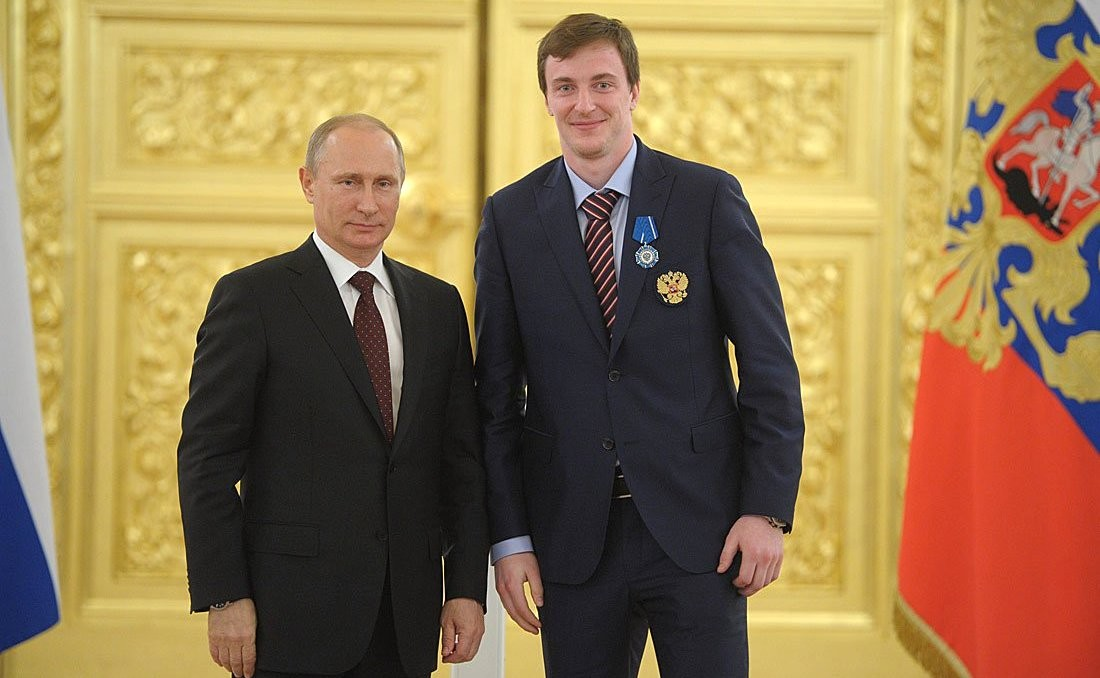
Sergei Kalinin erhält den Orden der Ehre von Wladimir Putin

Sergei Kalinin begann seine Karriere als Eishockeyspieler in seiner Heimatstadt in der Nachwuchsabteilung des HK Awangard Omsk, für dessen Profimannschaft er in der Saison 2009/10 sein Debüt in der Kontinentalen Hockey-Liga gab. Bei seinem einzigen Saisoneinsatz blieb er punktlos und erhielt zwei Strafminuten. Die gesamte restliche Spielzeit verbrachte der Flügelspieler bei Awangards Juniorenmannschaft in der multinationalen Nachwuchsliga Molodjoschnaja Chokkeinaja Liga, in der er in 62 Spielen 38 Scorerpunkte erzielte, davon 15 Tore.
Die Saison 2010/11 begann Kalinin parallel im Profiteam des HK Awangard, sowie bei dessen Juniorenmannschaft, wobei er deutlich häufiger im KHL-Team eingesetzt wurde. Nach insgesamt sechs Jahren in Omsk, wobei er die Mannschaft in der Saison 2014/15 als Kapitän anführte, wechselte er im Mai 2015 zu den New Jersey Devils aus der National Hockey League. Dort verbrachte er knapp eineinhalb Spielzeiten, ehe ihn die Devils im Februar 2017 zunächst über die Waiver-Liste in die American Hockey League schickten und ihn anschließend im Tausch für Viktor Lööv an die Toronto Maple Leafs abgaben. Dort wurde er zunächst dem Farmteam Toronto Marlies aus der AHL zugewiesen und beendete dort die Spielzeit.
Im Juli 2017 kehrte er nach Russland zurück und wurde vom SKA Sankt Petersburg verpflichtet. Für den Klub absolvierte er eine Spielzeit, ehe es ihn im August 2018 via Transfer in die Hauptstadt zum HK ZSKA Moskau zog. Für den ZSKA stand Kalinin zwei Jahre auf dem Eis, ehe er nach Auslauf seines Vertrags im Juli 2020 zum HK Traktor Tscheljabinsk wechselte.

### International

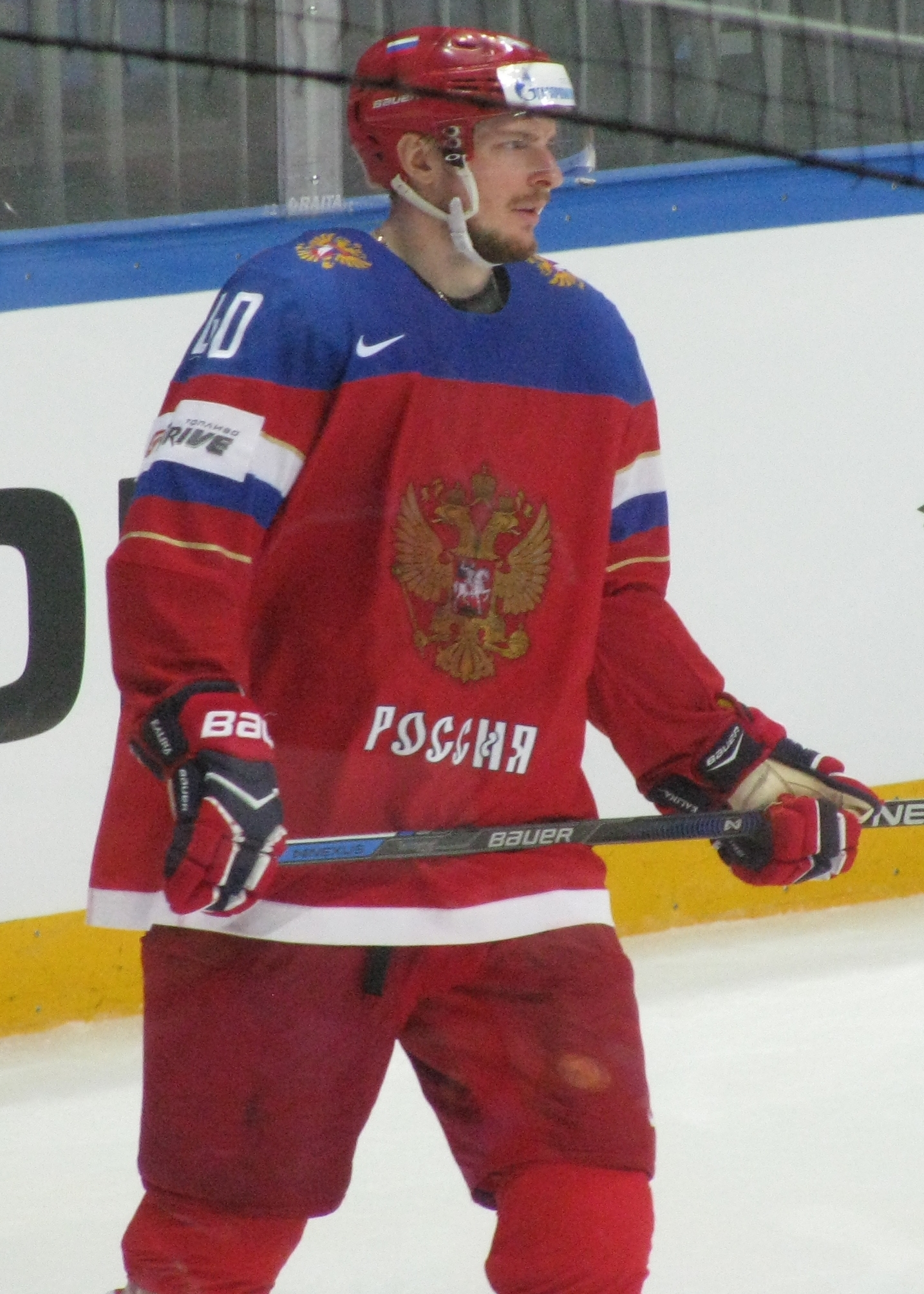
Kalinin im Trikot der Sbornaja

Für Russland nahm Kalinin an der U20-Junioren-Weltmeisterschaft 2011 teil, bei der er mit seiner Mannschaft die Goldmedaille gewann. Zum Titelgewinn trug er mit einem Tor und zwei Vorlagen in sieben Spielen bei. Bei der Herren-Weltmeisterschaft 2014 gewann er mit der Sbornaja die Goldmedaille und erhielt im Anschluss für diesen Erfolg den Orden der Ehre. Bei der Weltmeisterschaft 2016 im eigenen Land stand er erneut im russischen Aufgebot und gewann mit dem Team die Bronzemedaille. Anschließend wurde er bei den Olympischen Winterspielen 2018 unter neutraler Flagge Olympiasieger.

## Erfolge und Auszeichnungen
- 2010 Teilnahme am MHL All-Star Game
- 2014 Orden der Ehre
- 2019 Gagarin-Pokal-Sieger und Russischer Meister mit dem HK ZSKA Moskau

### International
- 2011 Goldmedaille bei der U20-Junioren-Weltmeisterschaft
- 2014 Goldmedaille bei der Weltmeisterschaft
- 2016 Bronzemedaille bei der Weltmeisterschaft
- 2018 Goldmedaille bei den Olympischen Winterspielen

## Karrierestatistik
Stand: Ende der Saison 2019/20

### International
| Vertrat Russland bei: - U20-Junioren-Weltmeisterschaft 2011 - Weltmeisterschaft 2014 - Weltmeisterschaft 2016 | Vertrat die Olympischen Athleten aus Russland bei: - Olympischen Winterspielen 2018 |

(Legende zur Spielerstatistik: Sp oder GP = absolvierte Spiele; T oder G = erzielte Tore; V oder A = erzielte Assists; Pkt oder Pts = erzielte Scorerpunkte; SM oder PIM = erhaltene Strafminuten; +/− = Plus/Minus-Bilanz; PP = erzielte Überzahltore; SH = erzielte Unterzahltore; GW = erzielte Siegtore; 1 Play-downs/Relegation; Kursiv: Statistik nicht vollständig)